# Carlos Lavado

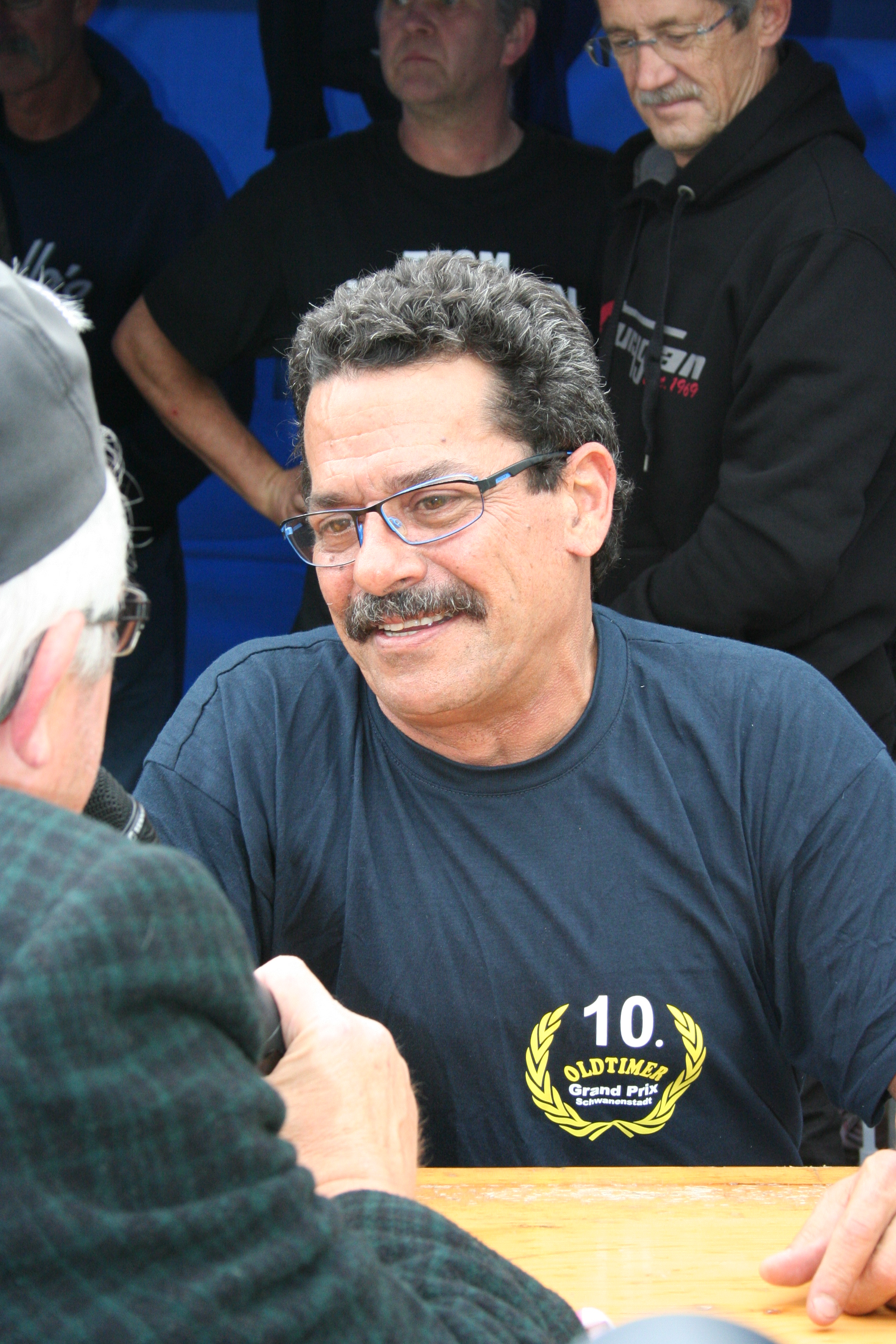
Carlos Lavado på gamla dagar (2016)

Carlos Lavado, född den 25 maj 1956 i Caracas, Venezuela är en roadracingförare som var aktiv i världsmästerskapen i Grand Prix Roadracing från 1978 till 1992. Han blev världsmästare i 250GP-klassen säsongen 1983 och säsongen 1987. Båda gångerna för Yamaha. Lavado vann totalt 19 Grand Prix, två i 350GP och resten i 250GP. Han tog 6 pallplatser i 350GP och 36 pallplatser i 250GP.

## Segrar 350GP
| Nr | Grand Prix | År   |
| -- | ---------- | ---- |
| 1  | Venezuela  | 1979 |
| 2  | Argentina  | 1982 |

## Segrar 250GP
| Nr | Grand Prix      | År   |
| -- | --------------- | ---- |
| 1  | Holland         | 1980 |
| 2  | Spanien         | 1982 |
| 3  | Tjeckoslovakien | 1982 |
| 4  | Italien         | 1983 |
| 5  | Västtyskland    | 1983 |
| 6  | Jugoslavien     | 1983 |
| 7  | Holland         | 1983 |
| 8  | Holland         | 1984 |
| 9  | Spanien         | 1985 |
| 10 | San Marino      | 1985 |
| 11 | Spanien         | 1986 |
| 12 | Västtyskland    | 1986 |
| 13 | Österrike       | 1986 |
| 14 | Holland         | 1986 |
| 15 | Frankrike       | 1986 |
| 16 | Sverige         | 1986 |
| 17 | Jugoslavien     | 1986 |